# Ron Dayne
Ronald Dayne (Blacksburg, 14 marzo 1978) è un ex giocatore di football americano statunitense che ha militato nel ruolo di running back nella National Football League (NFL). Fu scelto come undicesimo assoluto nel Draft NFL 2000 dai New York Giants. Al college giocò a football all'Università del Wisconsin, vincendo l'Heisman Trophy nel 1999.

## Carriera
Dayne fu scelto come undicesimo assoluto nel Draft 2000 dai New York Giants. La sua prima stagione partì bene, facendo coppia con Tiki Barber nel backfield creando un tandem conosciuto come "Thunder and Lightning," una combinazione della potenza di Dayne e la rapidità di Barber. I Giants giunsero fino al Super Bowl XXXV, dove furono sconfitti dai Baltimore Ravens. Nel corso degli anni successivi, i possessi concessi a Dayne diminuirono lentamente, con il capo-allenatore Jim Fassel sempre più infastidito dalla mancanza di impegno di Dayne nel perdere peso. Fassel non apprezzava nemmeno lo stile di corsa Dayne, cercando di utilizzarlo solamente nelle situazioni di vicinanza alla goal line. Dopo che Fassel fu licenziato, Dayne ricevette una seconda occasione dal nuovo capo-allenatore Tom Coughlin, perdendo 18 chili. Malgrado una buona pre-stagione nel 2004, Dayne fu utilizzato al minimo nella stagione regolare. A fine anno firmò con i Denver Broncos dove, nella gara del Giorno del Ringraziamento, al posto dell'infortunato Tatum Bell, corse 98 yard e segnò un touchdown contro i Dallas Cowboys. Rifirmò a fine anno e fu nominato titolare ma nella pre-stagione scivolò in fondo alle gerarchie della squadra, venendo svincolato il 2 settembre 2006. Il giorno successivo firmò per gli Houston Texans.
Coi Texans, Dayne corse per 429 yard e 5 touchdown nel dicembre 2006, compresi due nella vittoria a sorpresa contro gli Indianapolis Colts. Nel 2007, al posto dell'infortunato Ahman Green, stabilì il proprio primato personale correndo 773 yard e segnò 6 touchdown, in quella che fu la sua ultima stagione da professionista.

## Palmarès

### Franchigia
- National Football Conference Championship: 1

New York Giants: 2000

### Individuale
- Heisman Trophy - 1999
- Walter Camp Award - 1999
- Maxwell Award - 1999
- Doak Walker Award - 1999
- Jim Brown Award - 1999
- Giocatore dell'anno della Big 10 - 1999

- MVP del Rose Bowl: 2

1999, 2000
- Running back della settimana: 1

16ª del 2006
- Numero 33 ritirato dai Wisconsin Badgers
- College Football Hall of Fame (classe del 2013)